# St. Laurentius (Contwig)

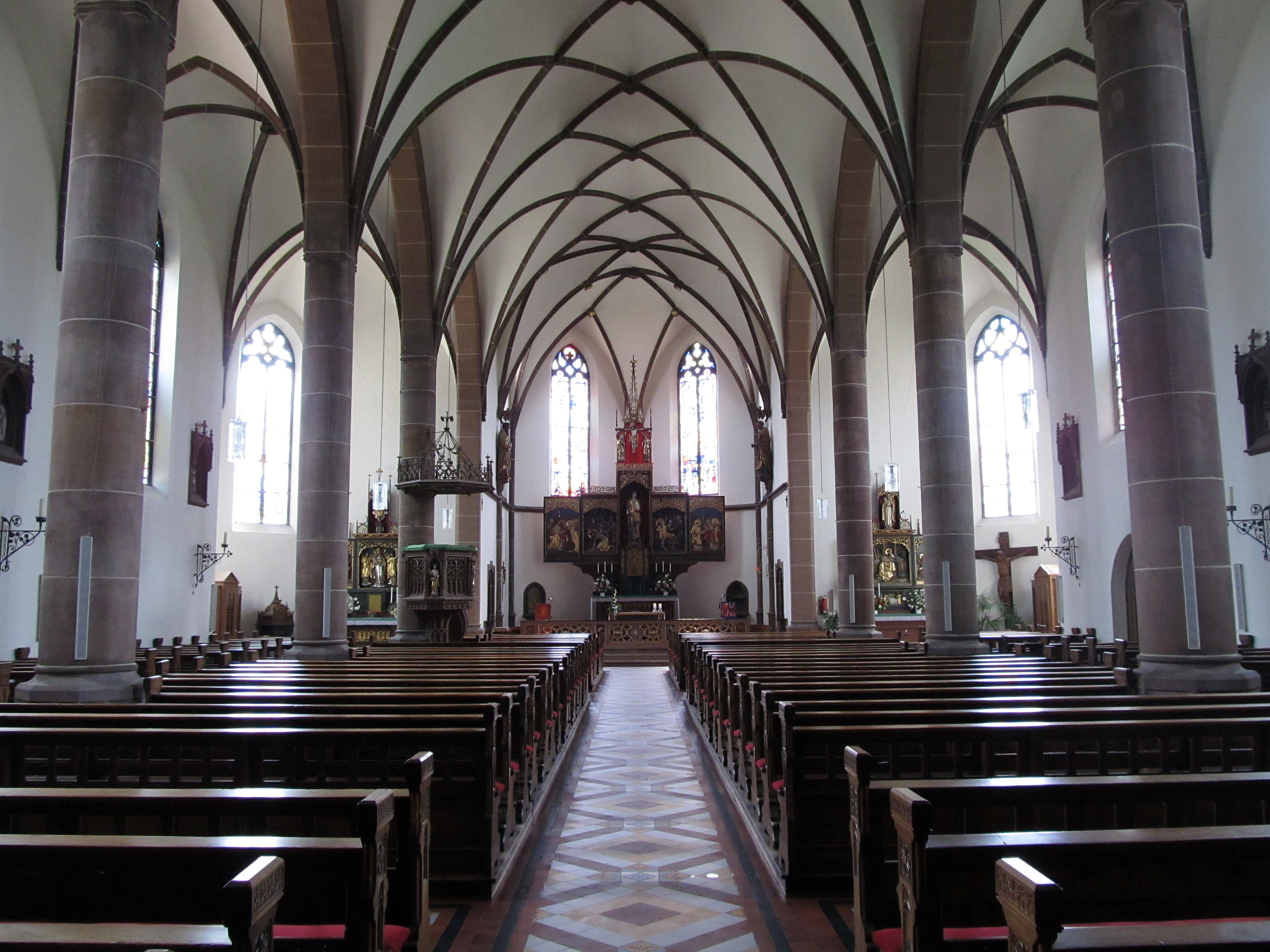
Blick ins Innere der Kirche

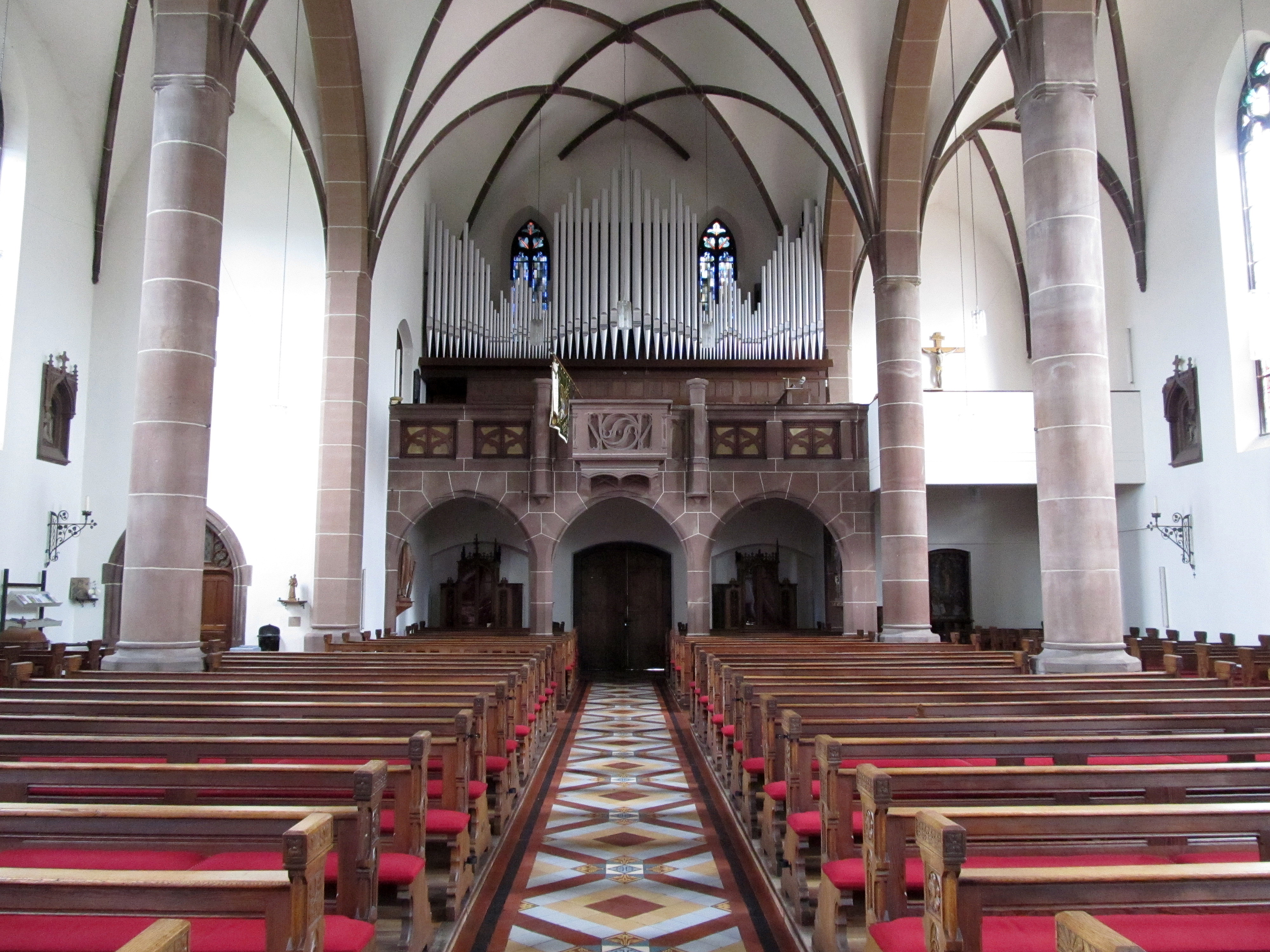
Blick zur Orgelempore

Die Kirche St. Laurentius ist eine katholische Pfarrkirche in Contwig, Landkreis Südwestpfalz, Rheinland-Pfalz. Kirchenpatron ist der heilige Laurentius. Die Kirche ist im Verzeichnis der Kulturdenkmäler des Kreises Südwestpfalz aufgeführt.

## Geschichte
Bis zum Bau der heutigen Kirche gab es in Contwig nach Einführung der Reformation im 16. Jahrhundert kein eignes Gotteshaus für die katholischen Christen. Die nach der Reformation protestantisch gewordene Kirche in Contwig wurde 1689 durch die Franzosen im Zuge der Reunionspolitik zur Simultankirche erklärt, und bis zum Jahr 1905 von Protestanten und Katholiken gemeinsam genutzt.
Erst zu Beginn des 20. Jahrhunderts konnte ein eigenes Kirchengebäude für die katholische Pfarrei errichtet werden. Die Grundsteinlegung hierfür erfolgte am 25. Oktober 1903. Der Rohbau stand im Dezember 1904. Die in Metz gegossenen drei Glocken wurden am 19. November 1905 im Turm aufgehängt. Die Einweihung der Laurentiuskirche fand schließlich am 14. Mai 1906 statt.
Erbaut wurde die Kirche nach den Plänen des Architekten Wilhelm Schulte im neugotischen Stil. Handwerker aus Contwig führten die Erd-, Maurer-, Steinhauer-, Zimmermanns- und Gipserarbeiten aus.

## Ausstattung
Sehenswert im Inneren der Kirche ist der Hochaltar, ein Werk des Würzburger Bildhauers Heinz Schiestl. Er hat die Form eines neugotischen Flügelaltars und zeigt in seiner Mitte die Figur des heiligen Laurentius, des Kirchenpatrons.
Ebenfalls aus der Werkstatt des Bildhauers Heinz Schiestl stammen die drei geschnitzten Figuren, die die Brüstung der Kanzel schmücken. Das Grundmaterial der Kanzel ist roter Sandstein, der Schalldeckel ist aus Eisen gefertigt.

### Orgel
Die Orgel der Kirche wurde 1932 von dem Orgelbauunternehmen Gebrüder Späth (Ennetach-Mengen) erbaut. Das Instrument verfügt über 28 Register und besitzt 1918 Pfeifen, die aus verschiedenen Materialien gefertigt sind. 78 Pfeifen sind aus Holz, 390 Pfeifen aus Zink und 1450 Pfeifen aus einer Zinn-Blei-Legierung. Die Disposition lautet wie folgt:
| I Hauptwerk C–g3 |               |       |
| 1.               | Principal     | 8′    |
| 2.               | Doppelgedackt | 8′    |
| 3.               | Dolce         | 8′    |
| 4.               | Octav         | 4′    |
| 5.               | Rohrflöte     | 4′    |
| 6.               | Nazard        | 2 ⁄3′ |
| 7.               | Mixtur 3-5f   |       |
| 8.               | Trompete      | 8′    |

| II Schwellwerk C–g3 |                  |        |
| 9.                  | Lieblich Gedackt | 16′    |
| 10.                 | Hornprincipal    | 8′     |
| 11.                 | Konzertflöte     | 8′     |
| 12.                 | Nachthorn        | 8′     |
| 13.                 | Aeoline          | 8′     |
| 14.                 | Vox coelestis    | 8′     |
| 15.                 | Praestant        | 4′     |
| 16.                 | Zartflöte        | 4′     |
| 17.                 | Terz             | 1 3⁄5′ |
| 18.                 | Cornett 3-5f     |        |
| 19.                 | Rauschpfeife 2f  |        |
| 20.                 | Oboe             | 8′     |

| Pedal C–f1 |               |                             |
| 21.        | Principalbass | 16′                         |
| 22.        | Subbass       | 16′                         |
|            | Zartbass      | 16′ (Windabschwächung)      |
|            | Octavbass     | 8′ (Ext. Principalbass 16′) |
|            | Gedacktbass   | 8′ (Ext. Subbass 16′)       |
|            | Choralbass    | 4′ (Ext. Principalbass 16′) |
|            | Bassflöte     | 4′ (Ext. Subbass 16′)       |
| 23.        | Posaune       | 16′                         |

- Koppeln:
  - Normalkoppeln: II/I, I/P, II/P
  - Suboktavkoppeln: II/I
  - Superoktavkoppeln: II/I
- Spielhilfen: 64 Setzerkombinationen, Registercrescendo (als Fußtritt und doppelter Handhebel)

### Glocken
Die drei 1905 in Metz gegossenen Glocken wurden für den Krieg beschlagnahmt und zur Bronzegewinnung eingeschmolzen. Ersatz für das eingebüßte Glockengeläut lieferte die namhafte Glockengießerei Friedrich Wilhelm Schilling aus Heidelberg. Sie schuf ein klangvolles Geläut, dessen Glocken in der Disposition c′–es′–f′–g′ erklingen, einem ausgefüllten c-Moll-Akkord.

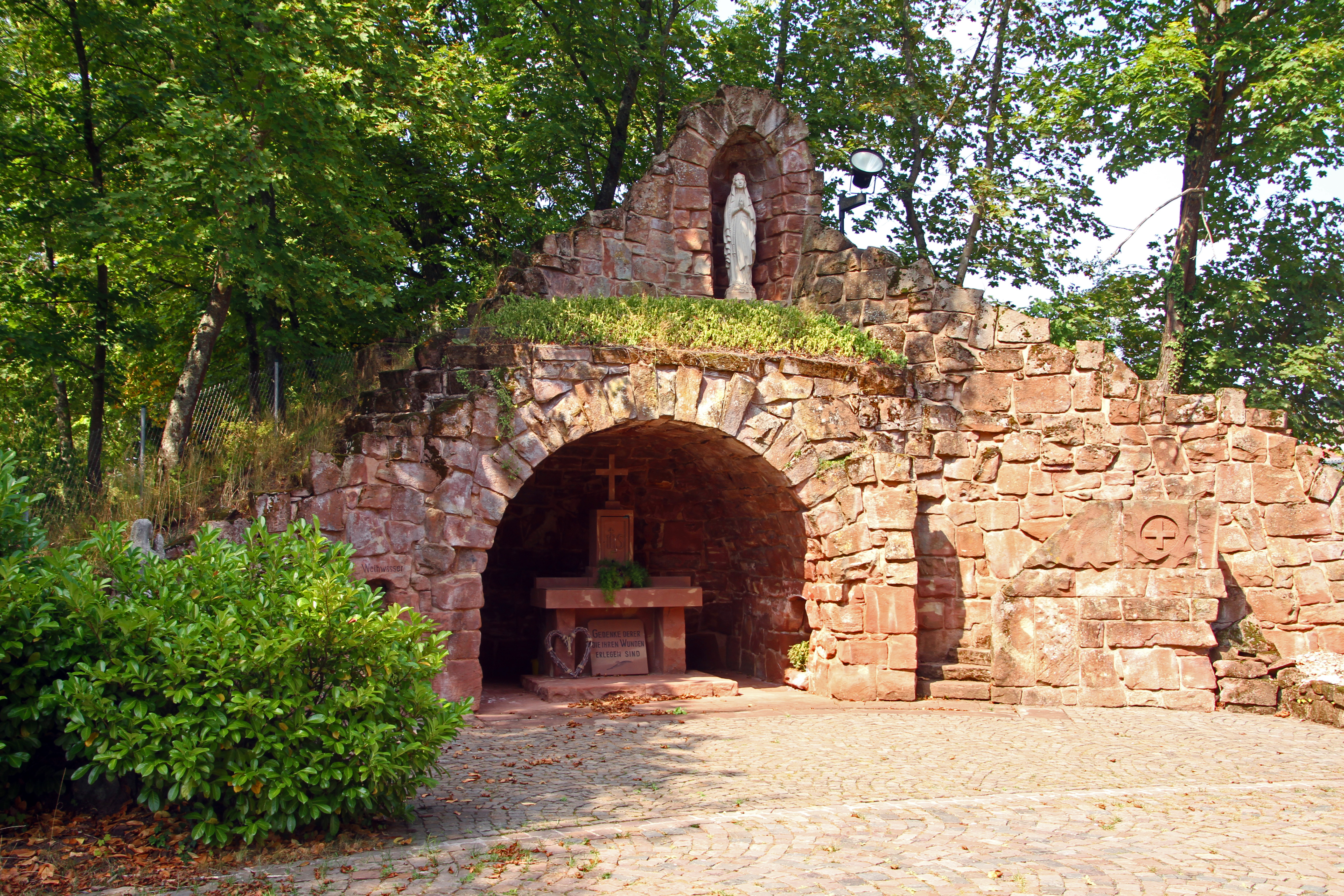
Lourdesgrotte bei St. Laurentius

| Nr. | Name | Gussjahr | Gießer, Gussort             | Masse (kg) | Schlagton (HT-1/16) |
| 1   |      | 1956     | F. W. Schilling, Heidelberg | 1.950      | c1                  |
| 2   |      | 1956     | F. W. Schilling, Heidelberg | 1.100      | es1                 |
| 3   |      | 1956     | F. W. Schilling, Heidelberg | 780        | f1                  |
| 4   |      | 1956     | F. W. Schilling, Heidelberg | 650        | g1                  |

## Grotte
Da Contwig während des Zweiten Weltkrieges von den schlimmsten Zerstörungen verschont blieb, errichtete die Laurentiusgemeinde aus Dankbarkeit eine Lourdesgrotte gegenüber dem Kirchenportal. Die Bauarbeiten hierfür begannen am 15. August 1945. Bereits am 8. Dezember des gleichen Jahres war die Grotte fertiggestellt und konnte am 26. Mai 1946 eingeweiht werden.